# Leonid Rudnytzky
Leonid D. Rudnytzky (ursprünglich ukrainisch Леонід Рудницький/Leonid Rudnyzkyj; geboren am 8. September 1935 in Lemberg; gestorben am 8. Dezember 2024) war ein aus der Ukraine stammender US-amerikanischer Literaturwissenschaftler. Er war von 1998 bis 2003 Rektor der Ukrainischen Freien Universität (UFU) in München.

## Leben
Leonid Rudnytzky wurde als Sohn eines k. u. k. Offiziers und Rechtsanwalts im damals polnischen Lemberg geboren. Zwischen 1944 und 1951 lebte er in Flüchtlingslagern in Norddeutschland und seit 1952 in den USA. Seit 1956 war er US-amerikanischer Staatsbürger.
Er studierte Germanistik und Anglistik an der La Salle University in Philadelphia und der University of Pennsylvania in Philadelphia und anschließend Germanistik und Slawistik an der Freien Universität Berlin. 1965 wurde er an der Ludwig-Maximilians-Universität München  (LMU) promoviert. 1972 habilitierte er sich an der Università Cattolica Ucraina di San Clemente Papa in Rom. Er war langjähriger Professor für Vergleichende Literaturwissenschaften an der La Salle University und der University of Pennsylvania. 
Leonid Rudnytzky engagierte sich 1998 zusammen mit Richard J. Brunner und Hans Gerhard Stockinger maßgeblich für das Fortbestehen der Ukrainischen Freien Universität München (UFU). Rudnytzky war von 1998 bis 2003 Rektor der Ukrainischen Freien Universität (UFU).

## Wirken
Rudnytzky veröffentlichte zahlreiche wissenschaftliche Werke auf dem Gebiet der deutsch-ukrainischen Beziehungen und der ukrainischen Literatur in englischer, ukrainischer, deutscher, polnischer und französischer Sprache. Seine Forschungsergebnisse zu Thomas Mann sind international anerkannt. Er war Mitglied des Thomas-Mann-Förderkreises München e.V. Er war Präsident des World Council of Shevchenko Scientific Society (NTSh). Zudem war er Vorsitzender der St. Sophia Religious Association of Ukrainian Catholics, USA. Er wurde mit mehreren Ehrendoktorwürden ausgezeichnet.
Er war seit 1999 Ehrenmitglied der K.D.St.V. Radaspona (Regensburg) zu München im CV.